# Rue Hermann-Lachapelle
La rue Hermann-Lachapelle est une voie du 18e arrondissement de Paris, en France.

## Situation et accès
La rue Hermann-Lachapelle est une voie publique située dans le 18e arrondissement de Paris. Elle débute au 31 bis-35, rue Boinod et se termine au 19, rue des Amiraux.

Quelques vues de la rue
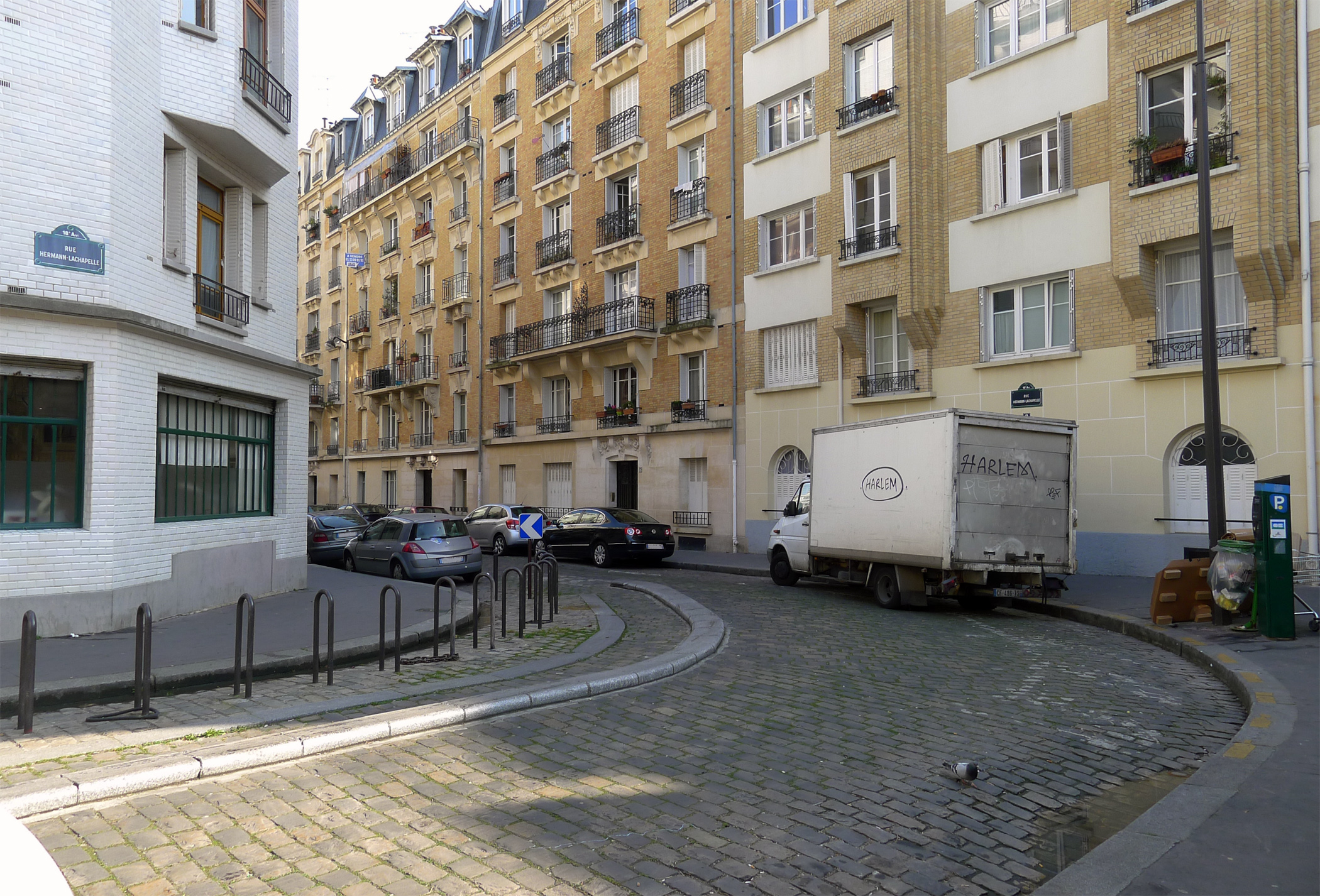
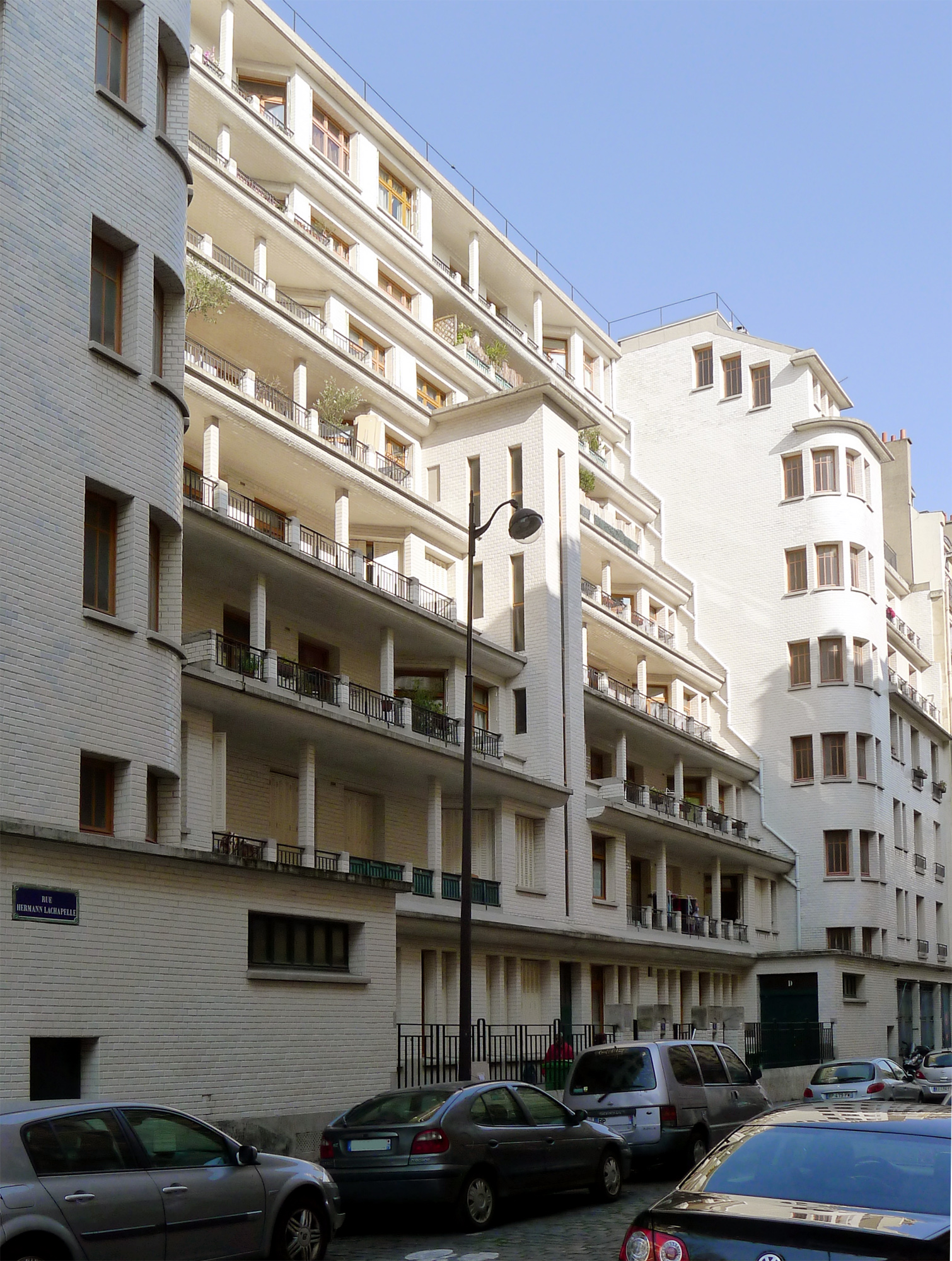

## Origine du nom
Cette rue porte le nom de la société Hermann-Lachapelle, ancien propriétaire des terrains sur lesquels elle a été ouverte. 

## Historique
Cette voie est ouverte sous sa dénomination actuelle en 1912.